# Hantzschsche Thiazolsynthese

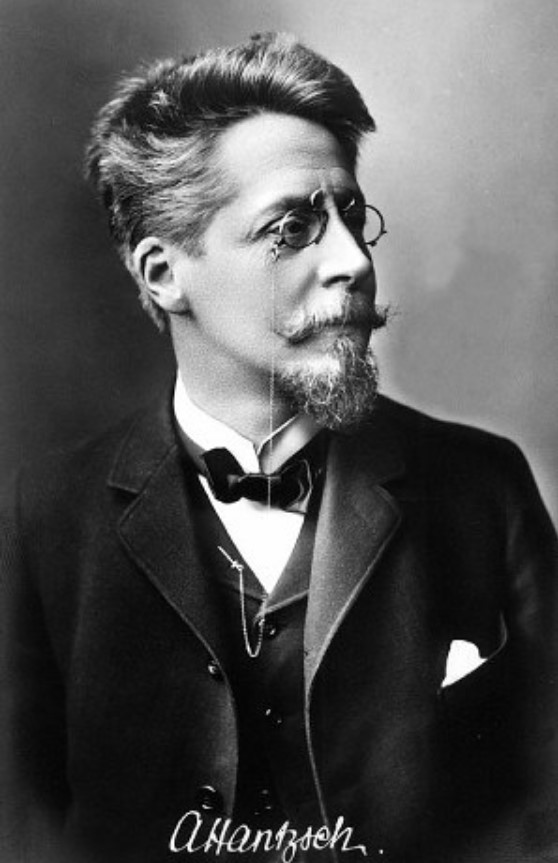
Arthur Hantzsch: Namensgeber der Hantzsch-Thiazolsynthese

Die Hantzschsche Thiazolsynthese, auch Hantzsch-Synthese, Hantzsch-Reaktion oder Hantzsch-Thiazolreaktion genannt, ist eine Namensreaktion im Bereich der organischen Chemie. Die Reaktion ist nach dem deutschen Chemiker Arthur Hantzsch (1857–1935) benannt, welcher 1887 erstmals über diese berichtete.

## Übersichtsreaktion
Die Hantsch-Thiazolsynthese ist eine Kondensationsreaktion, bei der ein Thioamid und ein α-halogeniertes Keton oder Aldehyd zu einem Thiazol kondensieren.

## Reaktionsmechanismus
Nachfolgend wird ein möglicher Reaktionsmechanismus am Beispiel der Reaktion von Phenylthioamid und α-chloriertem Acetaldehyd:
Das Thioamid 1 isomerisiert zunächst und wird im nächsten Schritt durch eine Base deprotoniert. Das so entstandene Anion greift nucleophil am Aldehyd 2 an, wobei ein Chlorid-Ion abgeht. Anschließend cyclisiert die Verbindung zum Zwitterion 3, welches  wieder isomerisiert und abschließend zum Produkt 4 kondensiert.